# 1954年6月30日日食

以動畫顯示的月球陰影移動路徑

1954年6月30日日食是一次日全食，發生於1954年6月30日（苏联東北端的部分日偏食區域為7月1日）。新月當天（即朔日），地球上觀測到月球和太阳的角距離極小，此時月球如果恰好在月球交點附近，穿過太阳和地球之間，與地球、太阳接近一直線，則會出現日食。月球本影接觸地表而使該區域完全得不到陽光，就會形成日全食，同時在本影兩側數千公里的半影範圍內遮擋部分陽光，形成日偏食。此次日全食經過了美国、加拿大、格陵兰、冰岛、法罗群岛、英国、挪威、瑞典、苏联、波蘭、伊朗、阿富汗、巴基斯坦、印度，日偏食則覆蓋了北美地區大部、整個欧洲、亚洲中西部及周邊部分地區。

## 日食概況

### 出現區域
美国內布拉斯加州北部在日出時最先看到日全食，隨後月球本影向東北劃過美国北部，穿過五大湖之一、世界面積最大的淡水湖苏必利尔湖後斜貫加拿大東南部、拉布拉多海及丹麥王國屬地格陵兰南部，跨過北大西洋，途中擦過冰岛南端，逐漸轉向東南，覆蓋了丹麥王國海外自治領地法罗群岛絕大部分和英国设德兰群島北端後在挪威霍達蘭郡厄于加倫以西約30公里的北海東北部海面達到最大食分。此後本影旋即斜貫斯堪的纳维亚南部、波罗的海、苏联西南部，途中擦過波蘭東北角，又跨過裏海後斜貫伊朗、阿富汗、巴基斯坦，最終在日落時分結束於印度西北部。所有地區均在6月30日看到日全食。
本影經過的陸地包括：
- 美国：從內布拉斯加州北部接觸地表，向東北劃過該州東北部後斜貫南達科他州東南部，擦過艾奥瓦州西北部，斜貫明尼蘇達州南部、威斯康辛州北部、密歇根州西北部；
- 加拿大：自西南向東北斜貫安大略省東南部、魁北克省、紐芬蘭與拉布拉多省的拉布拉多中部偏北；
- 格陵兰：今塞梅索克南部和庫亞萊克中北部；
- 冰島：擦過南部區南部；
- 法罗群岛：全境除苏德岛南部和蒙庫林礁（英语：Munkurin）外的絕大部分；
- 英国：蘇格蘭设德兰群島的耶爾島北部、安斯特島、尤厄島及上述區域緊鄰小島；
- 挪威：松恩-菲尤拉訥郡西南角、霍達蘭郡除極西南角和東北部外的大部、卑爾根（今屬霍達蘭郡）、羅加蘭郡北部、西阿格德爾郡北端、東阿格德爾郡北半部、泰勒馬克郡、布斯克吕郡南部、西福爾郡、阿克什胡斯郡西南角、東福爾郡除東北部外的大部；
- 瑞典：哥德堡和布胡斯省除南部外的大部、艾爾夫斯堡省除南部和極東北角外的大部、斯卡拉堡省除東北部外的大部（以上三省今屬西約塔蘭省）、韋姆蘭省西南角、延雪平省中東部、東約特蘭省西南部、克魯努貝里省東北部、卡爾馬省除南北兩端外的大部、哥得蘭省南部；
- 苏联：
  - 拉脱维亚苏维埃社会主义共和国：尼察自治市中東部和魯察瓦自治市除東北部外的大部；
  - 俄罗斯苏维埃联邦社会主义共和国加里寧格勒州中東部（今屬俄罗斯聯邦）；
  - 立陶宛苏维埃社会主义共和国：克萊佩達縣除東北部外的大部、特爾希艾縣西南半部、陶拉格縣、希奧利艾縣西南部、考納斯縣除東北部外的大部、阿利圖斯縣、維爾紐斯縣南部；
  - 白俄罗斯苏维埃社会主义共和国：自西南向東北斜貫格羅德諾州，經過布列斯特州東北部、明斯克州南部、莫吉廖夫州西南部後斜貫戈梅利州中西部；
  - 乌克兰苏维埃社会主义共和国：日托米爾州東北部、基輔州東北半部、基輔市除西南部外的大部、切爾尼戈夫州西南半部、切爾卡瑟州東北部、蘇梅州西南角、波爾塔瓦州除東北部外的大部、基洛夫格勒州東北部、第聂伯罗彼得罗夫斯克州中東部、哈爾科夫州西南部、扎波羅熱州東北部、顿涅茨克州中南部；
  - 俄罗斯苏维埃联邦社会主义共和国本土：羅斯托夫州西南部、克拉斯諾達爾邊疆區東北半部（含今阿迪格共和國東北部）、斯塔夫羅波爾邊疆區西南部（含今卡拉恰伊-切爾克斯共和國東部、印古什共和國、車臣共和國西南部）、切爾克斯自治州東北半部（今屬卡拉恰伊-切爾克斯共和國）、卡巴爾達-巴爾卡爾蘇維埃社會主義自治共和國（今卡巴爾達-巴爾卡爾共和國）除西南角和極東北角外的絕大部分、北奧塞梯蘇維埃社會主義自治共和國（今北奥塞梯-阿兰共和国）除東北角和極西南角外的絕大部分、達吉斯坦蘇維埃社會主義自治共和國（今達吉斯坦共和國）西南部；
  - 格鲁吉亚苏维埃社会主义共和国：薩梅格列羅-上斯瓦涅季亞州極東北角、拉恰-列其呼米-下斯瓦涅季亞州東北角、什達-卡特利州東北部、姆茨赫塔-姆季阿涅季州除西南部外的大部、克維莫-卡特利州東北角、卡赫季州除西南部外的大部；
  - 阿塞拜疆苏维埃社会主义共和国：塔烏茲區極東端、沙姆基爾區極北端、薩穆赫區東北半部、戈蘭博伊區北部、葉夫拉赫區中北部、巴爾達區北端、阿格達什區除南端外的大部、扎爾多布區中北部、阿格賈貝迪區極東北角、伊米什利區東北部、薩特雷區除西南部外的大部、比利亞蘇瓦爾區東北部、薩利揚區除西南角外的絕大部分、涅夫捷恰拉區中東部、連科蘭區極東北角及其東北，庫薩雷區中南部、庫巴區中南部、迪維奇區南半部、錫阿贊區西南部、基茲區除東北部外的大部、蘇姆蓋特市除東北部外的大部、阿布歇隆區除東端外的絕大部分、巴库市除阿普歇倫半島外的大部及其西南各地；
  - 土库曼苏维埃社会主义共和国：巴爾坎州西南角；

其中，今拉脫維亞首都维尔纽斯和阿塞拜疆巴库處於全食帶北緣，烏克蘭基輔處於南緣，维尔纽斯西南郊、基輔除西南郊以外的部分、巴庫除東北郊以外的部分能看到日全食，而欧洲最高峰厄爾布魯士山位於全食帶南緣，東北坡能看到日全食，而山頂和西南坡能看到食分接近1的日偏食；
- 波蘭：奧爾什丁省極東北角和比亞韋斯托克省北部（今瓦爾米亞-馬祖里省東北角和波德拉謝省北部）；
- 伊朗：經過馬贊達蘭省東部和戈勒斯坦省西南半部，自西北向東南斜貫塞姆南省東部，經過亞茲德省東北部，斜貫禮薩呼羅珊省西南部和南呼羅珊省北部；
- 阿富汗王國：擦過赫拉特省西南角和南端後自西北向東南斜貫法拉省中部偏西、尼姆魯茲省北部、赫爾曼德省、坎大哈省中部偏南；
- 巴基斯坦：自西北向東南斜貫俾路支省中部偏東後經過信德省北部和旁遮普省西南部；
- 印度：自今拉賈斯坦邦西北部邊境入境後在該州境內離開地表。[3][4]

除了狹窄的全食帶內能看見日全食之外，月球半影覆蓋範圍內都能看到日偏食，包括北美地區除阿拉斯加領地（今美国阿拉斯加州）南部、加拿大極西南沿岸、美国西南部外的大部，及尤卡坦半島北部、大安地列斯群岛、整個欧洲、北非除西南部外的大部、法屬西非東北部（今尼日尔東北部）、法屬赤道非洲北部（今乍得北半部）、东非北部、西亚、西巴基斯坦（今巴基斯坦所轄全境）、尼泊爾、印度除東部外的大部、中國西部、蒙古中西部、苏联除太平洋沿岸外的大部。
月球在其軌道上自西向東轉動，發生日食時，月球在地球表面的陰影也大多自西向東移動，而從地球上看，太阳的西側先被月球遮掩，然後逐漸向東。但此次日食發生在北半球的夏季，地軸北端向太阳方向傾斜，月球半影北端經過了晨昏圈最北端附近的區域，因而在阿拉斯加領地西北部和苏联東北部等被半影覆蓋、看到日偏食的區域內，月影在地表自東向西移動，地面上看到的太阳東側最先被月球遮掩。大多數地區的日全食和日偏食都發生在6月30日，而苏联東北端的日偏食在6月30日子夜前不久開始，在7月1日凌晨結束。

### 基本參數
- 類型：日全食
- 食甚中心處（位於挪威霍達蘭郡厄于加倫以西約30公里的北海東北部）資料：
  - 時間：1954年6月30日12:32:06.7
  - 地點：60°28.3′N 4°10.7′E / 60.4717°N 4.1783°E
  - 食分：1.0357（全食帶內最大）
  - 日全食持續時間：2分35.0秒

## 觀測
英国只有蘇格蘭北部的设德兰群島能看到日全食，但日食期間當地大多被雲層覆蓋，有的地方還下了小雨，並未看到日全食。來自世界各地的約400名科學家前往瑞典觀測了日全食。苏联基輔大學天文系在基輔組織了觀測活動，獲得了理想的日冕圖片。而苏联斯騰伯格天文研究所則前往斯塔夫羅波爾邊疆區涅溫諾梅斯克觀測了日全食。

## 相關的日食

### 1953-1956年的日食
月球交替位於相對的月球交點時，以半個交點年（食年），即約177天又4小時間隔出現下列日食。
註：1953年2月14日和1953年8月9日的日偏食屬於上一組交點年系列。
| 降交點   | 降交點                   |          | 升交點                   | 升交點 |
| 沙羅周期 | 地圖                     | 沙羅周期 | 地圖                     |        |
| 116      | 1953年7月11日 偏食（北） | 121      | 1954年1月5日 環食        |        |
| 126      | 1954年6月30日 全食       | 131      | 1954年12月25日 環食      |        |
| 136      | 1955年6月20日 全食       | 141      | 1955年12月14日 環食      |        |
| 146      | 1956年6月8日 全食        | 151      | 1956年12月2日 偏食（北） |        |

### 沙羅周期
沙羅週期長度為18年11天。本次日食屬於沙羅週期126，共包含72次日食，依次為1179年3月10日至1305年5月24日的8次日偏食、1323年6月4日至1810年4月4日的28次日環食、1828年4月14日至1864年5月6日的3次全環食（亦稱混合食）、1882年5月17日至2044年8月23日的10次日全食、2062年9月3日至2459年5月3日的23次日偏食，總共歷時1280.14年。其中最長的全食發生於1972年7月10日，共持續了2分36秒。
下表列舉了1901年至2100年間發生的屬於該周期的日食，是第39至49次：
| 39            | 40            | 41            |
| ------------- | ------------- | ------------- |
| 1918年6月8日  | 1936年6月19日 | 1954年6月30日 |
| 42            | 43            | 44            |
| 1972年7月10日 | 1990年7月22日 | 2008年8月1日  |
| 45            | 46            | 47            |
| 2026年8月12日 | 2044年8月23日 | 2062年9月3日  |
| 48            | 49            |               |
| 2080年9月13日 | 2098年9月25日 |               |

## 資料來源
1. ↑  樊忠玉. . 中国天文科普网.   [2016-04-16]. （原始内容存档于2014-09-17）.
2. 1 2  Fred Espenak. . NASA Eclipse Web Site.   [2016-04-16]. （原始内容存档于2009-04-03）.（英文）
3. ↑  Fred Espenak. . NASA Eclipse Web Site.   [2016-04-16]. （原始内容存档于2020-10-21）.（英文）
4. ↑  Xavier M. Jubier. .   [2016-04-16]. （原始内容存档于2019-06-02）.（法文）（英文）
5. ↑  Fred Espenak. . NASA Eclipse Web Site.   [2016-04-16]. （原始内容存档于2008-08-29）.（英文）
6. ↑  . On This Day. 英國廣播公司新聞.   [2016-04-21]. （原始内容存档于2020-08-17）.（英文）
7. ↑  . IZMIRAN.   [2016-04-21]. （原始内容存档于2016-10-21）.（俄文）
8. ↑  Espenak, Fred. . NASA Eclipse Web Site （英语）.

## 外部連結
- NASA日食專頁（页面存档备份，存于）（英文）
- 可見區域圖和時間統計：由弗雷德·埃斯佩纳克做出的日食預報，NASA/GSFC
  - Google互動地圖呈現的日食範圍
  - 貝塞爾元素
- Google地圖顯示的日全食和日偏食範圍（页面存档备份，存于）（法文）（英文）
- 1954-2008年歷次日全食的日冕（页面存档备份，存于），該次拍攝於挪威（法文）（英文）

| \| \| 日食 \|                            |                              |                                            |
| 上一次日食： 1954年1月5日日食 （日環食） | 1954年6月30日日食 （日全食） | 下一次日食： 1954年12月25日日食 （日環食） |
| 上一次日全食： 1952年2月25日日食         | 1954年6月30日日食 （日全食） | 下一次日全食： 1955年6月20日日食           |
|                                          | 日食                         |                                            |